# Schoutedens Großkopfspitzmaus

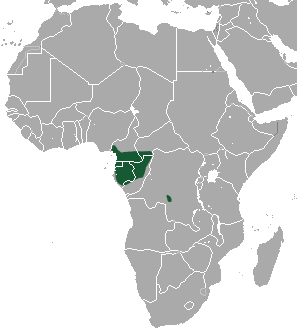
Das Verbreitungsgebiet von Schoutedens Großkopfspitzmaus

Schoutedens Großkopfspitzmaus (Paracrocidura schoutedeni), auch Kleine Kongo-Wimperspitzmaus genannt, kommt im tropischen Westafrika im Festlandsteil von Äquatorialguinea, Gabun, in Kamerun südlich des Sanaga (aber westlich bis zum Kamerunberg) und im Norden der Republik Kongo vor. Außerdem ist eine isolierte Population im Südwesten der Demokratischen Republik Kongo bekannt.

## Merkmale
Schoutedens Großkopfspitzmäuse sind kleine Tiere mit einem kurzen und dichten Fell von dunkelbrauner Farbe. Die Kopf-Rumpf-Länge liegt zwischen 6,5 und 9 cm, die Schwanzlänge bei 3,3 bis 3,8 cm. Das mittlere Gewicht beträgt 7,3 Gramm. Die Schnauze ist kurz und kräftig, die Ohren klein und mit kurzen grauen Haaren bedeckt. Die Schneidezähne haben seitlich abgeflachte Schneidkanten. Die Hinterfüße sind kurz und haben unbehaarte Sohlen. Der Schwanz ist dick und in etwa halb so lang wie die Kopf-Rumpf-Länge.

## Lebensweise
Schoutedens Großkopfspitzmaus lebt in verschiedenen Waldhabitaten und an Waldrändern bis in Höhen von 950 Metern über dem Meeresspiegel. Sie ist relativ häufig und stellt in ihrem Verbreitungsgebiet 4 bis 24 % aller Spitzmausindividuen. Weibchen gebären pro Wurf ein bis zwei Jungtiere.
Die IUCN listet sie als ungefährdet (Least Concern).